# Front révolutionnaire anarchiste
Le Front révolutionnaire anarchiste (Achanaku Shakaii Kousamei Senshin) est une organisation anarchiste du Kansai. Son journal est Révolution sociale.
Lorsque l'Union révolutionnaire anarchiste (créée en 1969) a été divisée et démantelée en 1970, une faction (connue sous le nom de Secrétariat de reconstitution) s'est formée à partir d'elle.  Si l'Union Révolutionnaire Anarchiste tendait plutôt vers un « anarchisme de terrain » orienté vers l’action directe, le Front Révolutionnaire Anarchiste s'est fortement axé sur la théorie, et était critiqué comme « anarchiste de salon ».